# 9月1日問題
9月1日問題（くがつついたちもんだい）は、日本において多くの学校で夏休みが終わり二学期が始まる9月1日に子ども・若年者の自殺が多く発生する問題である。

## 概要
2016年に内閣府が公表したデータでは、過去40年間で18歳以下の自殺が最も多い日が9月1日であった。このことから9月1日問題と呼ばれるようになった。
9月1日とは学校では長年にわたって夏休みが終わり二学期が始まる日として設定されてきた日であり、夏休みが終わり学校に行かなければならないつらさからこのようになっている。
この時期は学校が再開することで環境が大きく変わり、精神的に不安定になりやすい。岡山県自殺対策推進センターの医師によれば、子供はこの時期は一年で一番プレッシャーを感じる時期。自殺の原因で最も多いのが進路に関する悩みで、次いで学業不振と親子関係の不和。様々な要素が絡み合う。
なお、自殺総合対策推進センターでは統計データの分析から、年代が下るほど9月1日よりも前に子供が自殺する件数が増えていることを指摘し、「直近10年間の自殺のピークは8月下旬にある」と結論づけている。「夏休みの短縮化も影響している可能性ある」とし、「休み明けに限らない、幅広い期間の対策の必要性」を示唆している。
不登校新聞の編集長によれば、いじめを受けている子供は夏休みが終わる数日前から学校に行くか死ぬかの選択を迫られている。二学期の始業式が近付けば、いじめで苦しんだ一学期のことを思い出し恐怖感が高まっていき、それから逃げたいがために自殺している。

### 対策
子供の9月1日の自殺を防ぐために、いじめから子供を守ろうネットワークの代表は、夏休みの後半になったならば怯えていたり夜泣きをしていたりスマートフォンを見なくなっているなど、夏休みの前半と比べて明らかに態度が変わっていたら注意をするべきとする。宿題ができていなかったり、体調不良となっていたらもっと危険で、1学期に不登校気味であったならば最後の救うべき状態であるとする。
夏休み中はいじめに遭う機会が減ることから、いじめられているサインを見つけることが困難であるが、夏休み期間の独特のサインもある。学校の子供がいるだろう場所に行きたがらなかったり、スマートフォンの使用後にふさぎ込んだり明るく振舞ったり、新学期の学校の準備をしたがらなかったり、学校のことを考えると憂鬱になったり無気力になるならばいじめの可能性があるため慎重になるべきである。
ストレスが体に表れる場合も多いため、学校が始まる日に学校に行きたくないと言ったり、学校に行く前におなかが痛いなど体調面の不調を訴えることがある。こういう時期はいつも以上に子供の体調面や普段と違ったことがないかなどをいつも以上に気をつけて見守るべきである。子供たちは悩んだときには誰かに相談することは恥ずかしいことではなく、しんどいやつらいなど言葉で助けを求めてもよく、大人や周りの人もそれを否定せずに、温かく受け入れて寄り添うべきである。